# German en wij...
German en wij... (Frans: Germain et nous...) is een Belgische stripreeks van de hand van tekenaar Frédéric Jannin die op de markt werd gebracht door uitgeverij Dupuis.

## Verhaal
Het verhaal brengt ons naar de ietwat geschifte wereld van een groep opgroeiende adolescenten, waaronder het hoofdpersonage German. De albums ademen helemaal de tijdgeest van eind jaren 70, begin de jaren 80 uit. German en zijn vrienden zijn ondergedompeld in hun eigen wereld van harde muziek, synthesizers, fast-food, televisie, bakvissen en doen niets liever dan rondhangen in de alomtegenwoordige zitzakken terwijl er eindeloos over de grote en kleine problemen van de wereld wordt gefilosofeerd... Dit tot grote frustratie van de ouders, en dan vooral de vader van German, die dit luie gedrag onduldbaar vindt. 
De stripreeks beeldt als geen ander het generatieconflict uit tussen de toenmalige jongerencultuur en hun ouders.

## Geschiedenis
In 1977 verschenen de eerste prenten van German en wij... in Le Trombone illustré, een extra katern die werd bijgevoegd aan het stripweekblad Spirou. Bezielers van dit extra katern waren André Franquin en scenarist/redacteur Yvan Delporte. Er verschenen echter slechts een 40-tal platen van German en wij... alvorens het extra katern in het weekblad werd opgedoekt.
German en wij... verdween even in de ijskast, maar in de tijdsperiode 1980 tot 1993 werden er door Dupuis 14 verschillende albums uitgegeven. De tekeningen werden in alle albums verzorgd door Frédéric Jannin, de scenario’s werden geschreven door respectievelijk Thierry Culliford (de zoon van Peyo), Frédéric Jannin en Serge Honorez.